# Aloe bradlyana
Aloe bradlyana é uma espécie de liliopsida do gênero Aloe, pertencente à família Asphodelaceae.